# Jules Massenet
Jules Émile Frédéric Massenet (Saint-Étienne, 12 de mayo de 1842 - París, 13 de agosto de 1912) fue un compositor francés del Romanticismo conocido principalmente por sus óperas, que fueron muy populares durante finales del siglo XIX y principios del XX.

## Biografía
Jules Massenet nace en Montaud, cerca de Saint-Étienne, hijo de Alexis Massenet, industrial fabricante de persianas en Pont-Salomon. Cuando tenía once años su familia se traslada a vivir a París para que él pueda estudiar en el Conservatorio donde sería alumno de Ambroise Thomas. Obtiene un primer premio de piano en 1859 y en 1863 gana el Grand Prix de Roma gracias a su cantata David Rizzio. Vive en esa ciudad durante tres años y conoce allí a Franz Liszt que le pedirá secundarle en sus faltas de enseñanza. A su vuelta a París compone su primera ópera, La Grand' Tante, en un acto, para la Opéra-Comique en 1867. Comienza a ser conocido con obras como Don César de Bazan (1872) y Le Roi de Lahore (1872), siendo su primer éxito, en 1873, el oratorio-drama Marie-Madeleine, que fue elogiado por compositores como Tchaikovski y Gounod.
Massenet deja la composición para servir como soldado en la guerra Franco-prusiana, regresando a su trabajo un año después de terminado el conflicto, en 1871. En 1878 fue nombrado profesor de composición en el Conservatorio de París, teniendo entre sus alumnos a Gustave Charpentier, Reynaldo Hahn, Charles Koechlin, Gabriel Pierné, Florent Schmitt, Albéric Magnard y Ernest Chausson.
En 1884, creó Manon, su obra más popular, ópera según la novela Manon Lescaut de Abbé Prévost. Sus óperas más famosas son Don Quichotte, Hérodiade, Le Cid, Le Jongleur de Notre-Dame y, más tarde, Werther (1892), según Las cuitas del joven Werther de Goethe. Thaïs (1894), con su soberbio solo de violín del segundo acto «Méditation religieuse», conocido como Méditation de Thaïs, es célebre, pero, rodeada de una reputación diabólica, esta ópera no conocerá el éxito hasta pasados diez años de su estreno. También suele destacarse una de sus últimas óperas, Don Quichotte, producida para la Opéra de Monte-Carlo en 1910, con el legendario bajo ruso Fedor Chaliapin en el papel principal.
La influencia de Massenet se manifiesta en muchos compositores de ópera, por ejemplo: Ruggero Leoncavallo, Pietro Mascagni, Giacomo Puccini o en el Pelléas et Mélisande de Claude Debussy.
Su capacidad de trabajo fue impresionante. Capaz de componer muchas horas consecutivas, sus jornadas comenzaban a las cuatro de la mañana, alternando composiciones, enseñanzas y audiciones. Ha dejado una obra esencialmente lírica (veinticinco óperas) pero también compuso ballets, oratorios y cantatas, obras orquestales y aproximadamente, unas doscientas canciones, además de algunas obras pianísticas. 
Massenet utilizó la técnica del Leitmotiv de Wagner, pero le dio una ligereza francesa, que algunos critican, considerándola demasiado edulcorada. Tuvo una influencia religiosa y a menudo ha sido considerado como el heredero de Charles Gounod.

## Catálogo de obras
| Año  | Obra                                                                              | Tipo de obra                                               |
| ---- | --------------------------------------------------------------------------------- | ---------------------------------------------------------- |
| 1859 | Les deux boursiers                                                                | Ópera                                                      |
| 1863 | Ouverture de concert                                                              | Música orquestal                                           |
| 1863 | David Rizzio (Grand Prix de Roma)                                                 | Cantata                                                    |
| 1865 | Esmerelda                                                                         | Ópera                                                      |
| 1865 | Noureddin                                                                         | Ópera                                                      |
| 1865 | Valéria                                                                           | Ópera                                                      |
| 1867 | La Grand' Tante (Adenis y Grandvallet)                                            | Ópera                                                      |
| 1867 | La Coupe du roi de Thulé                                                          | Ópera                                                      |
| 1867 | Première suite d'orchestre                                                        | Música orquestal                                           |
| 1868 | Le Florentin                                                                      | Ópera                                                      |
| 1869 | Manfred                                                                           | Ópera                                                      |
| 1870 | Méduse                                                                            | Ópera                                                      |
| 1870 | Scènes hongroises                                                                 | Música orquestal                                           |
| 1872 | Don César de Bazan (D'Ennery y Chantepie)                                         | Ópera                                                      |
| 1872 | Le Roi de Lahore                                                                  | Ópera                                                      |
| 1873 | Les Erinnyes (Leconte de Lisle)                                                   | Ópera                                                      |
| 1873 | Ouverture de Phèdre                                                               | Música orquestal                                           |
| 1873 | Les Templiers                                                                     | Ópera                                                      |
| 1873 | Marie-Magdeleine (L. Gallet)                                                      | Oratorio                                                   |
| 1874 | L'Adorable Bel'-Boul                                                              | Ópera                                                      |
| 1874 | Scènes pittoresques                                                               | Música orquestal                                           |
| 1875 | Scènes dramatiques                                                                | Música orquestal                                           |
| 1875 | Un Drame sous Philippe II (Porto–Riche) (sólo se conserva una Zarabanda española) | Ópera                                                      |
| 1875 | Ève (L. Gallet)                                                                   | Oratorio                                                   |
| 1876 | Scénes napolitaines                                                               | Música orquestal (suite de orquesta)                       |
| 1876 | Bérangère et Anatole                                                              | Ópera                                                      |
| 1877 | Narcisse (P. Collin)                                                              | Oratorio                                                   |
| 1877 | Le Roi de Lahore (L. Gallet)                                                      | Ópera                                                      |
| 1880 | Robert de France                                                                  | Ópera                                                      |
| 1880 | La Vierge (Ch. Grandmougin)                                                       | Oratorio                                                   |
| 1881 | Hérodiade (P. Milliet y H. Grémont)                                               | Ópera                                                      |
| 1881 | Scènes de féerie                                                                  | Música orquestal                                           |
| 1881 | Les Girondins                                                                     | Ópera                                                      |
| 1882 | Scènes alsaciennes                                                                | Música orquestal                                           |
| 1883 | Montalte                                                                          | Ópera                                                      |
| 1883 | Nana–Sahib (J. Richepin)                                                          | Ópera                                                      |
| 1884 | Manon (Meilhac y Gille)                                                           | Ópera                                                      |
| 1884 | Théodora (V. Sardou)                                                              | Ópera                                                      |
| 1885 | Le Cid (D'Ennery, Gallet y Blau)                                                  | Ópera                                                      |
| 1886 | Ave Maris Stella                                                                  | Música coral                                               |
| 1886 | Biblis, oratorio                                                                  | Oratorio                                                   |
| 1886 | Le Crocodile (V. Sardou)                                                          | Ópera                                                      |
| 1887 | Souvenez–vous, Vierge Marie                                                       | Música coral                                               |
| 1889 | Esclarmonde (Blau y Gramont)                                                      | Ópera                                                      |
| 1891 | Le Mage (J. Richepin)                                                             | Ópera)                                                     |
| 1892 | Werther (Blau, Milliet y Hartmann)                                                | Ópera                                                      |
| 1892 | Le Carillon                                                                       | Ballet                                                     |
| 1893 | Pie Jesu                                                                          | Música coral                                               |
| 1893 | Kassya                                                                            | Ópera                                                      |
| 1894 | Thaïs (Gallet, basada en A. France)                                               | Ópera                                                      |
| 1894 | Le Portrait de Manon (G. Boyer)                                                   | Ópera                                                      |
| 1894 | La Navarraise (Claretie y Cain)                                                   | Ópera                                                      |
| 1894 | O Salutatis                                                                       | Música coral                                               |
| 1894 | Ave Maria                                                                         | Música coral                                               |
| 1897 | Fantaisie pour violoncelle et orchestre                                           | Música orquestal                                           |
| 1897 | Sapho (Cain y Bernéde, basada en Daudet)                                          | Ópera                                                      |
| 1899 | Cendrillon (H. Cain, basada en Perrault)                                          | Ópera                                                      |
| 1900 | Fhédre (Racine) [la obertura data de 1874]                                        | Ópera                                                      |
| 1900 | La Terre Promise                                                                  | Oratorio                                                   |
| 1901 | Grisélidis (A. Silvestre y E. Morand)                                             | Ópera                                                      |
| 1902 | Le Jongleur de Notre-Dame (M. Léna)                                               | Ópera                                                      |
| 1903 | Concerto pour piano et orchestre                                                  | Música orquestal                                           |
| 1904 | Le Grillon du foyer (Franemesnil)                                                 | Ópera                                                      |
| 1904 | Cigale                                                                            | Ballet                                                     |
| 1905 | Chérubin                                                                          | Ópera                                                      |
| 1906 | Ariane                                                                            | Ópera                                                      |
| 1907 | Thérèse                                                                           | Ópera                                                      |
| 1907 | Chérubin (F. de Croisset y H. Cain)                                               | Ópera                                                      |
| 1908 | Espada                                                                            | Ballet                                                     |
| 1909 | Bacchus (Mendés)                                                                  | Ópera                                                      |
| 1910 | Don Quichotte (H. Cain)                                                           | Ópera (comedia heroica)                                    |
| 1910 | Panis angelicus                                                                   | Música coral (para voces de hombres y de mujeres y solos ) |
| 1912 | Roma (H. Cain)                                                                    | Ópera                                                      |
| 1913 | Panurge (G. Spitzmüller y M. Boukay)                                              | Ópera                                                      |
| 1914 | Cléopâtre (L. Payen)                                                              | Ópera                                                      |
| 1922 | Amadis (J. Claretie)                                                              | Ópera                                                      |
| 1974 | L'histoire de Manon (arr. Leighton Lucas)                                         | Ballet                                                     |

## Honores
El asteroide (18381) Massenet fue nombrado así en su memoria.